# Unico Manninga
Unico Manninga (* 1529; † 28. April 1588)  war ein ostfriesischer Häuptling.

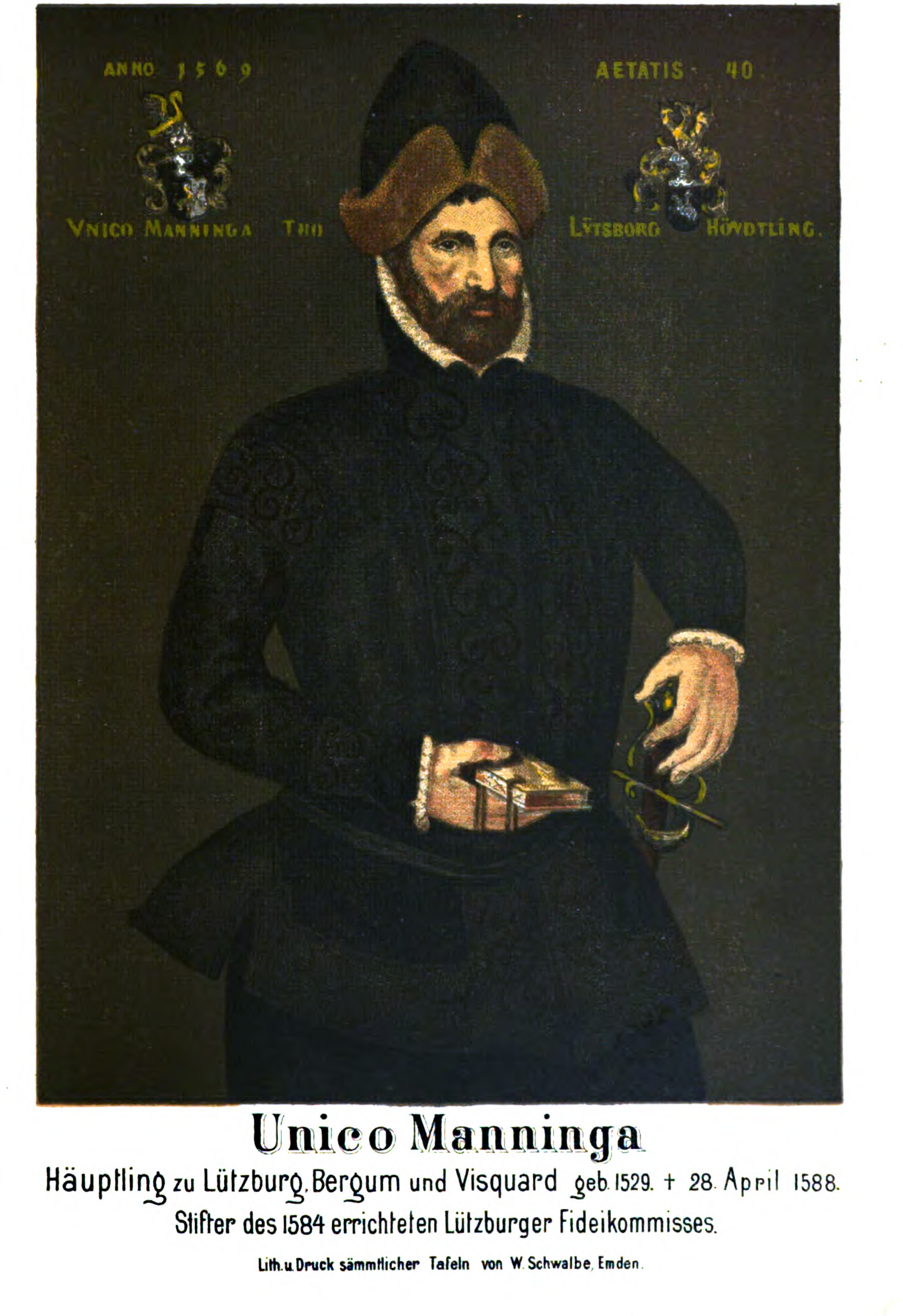
Unico Manninga um 1569

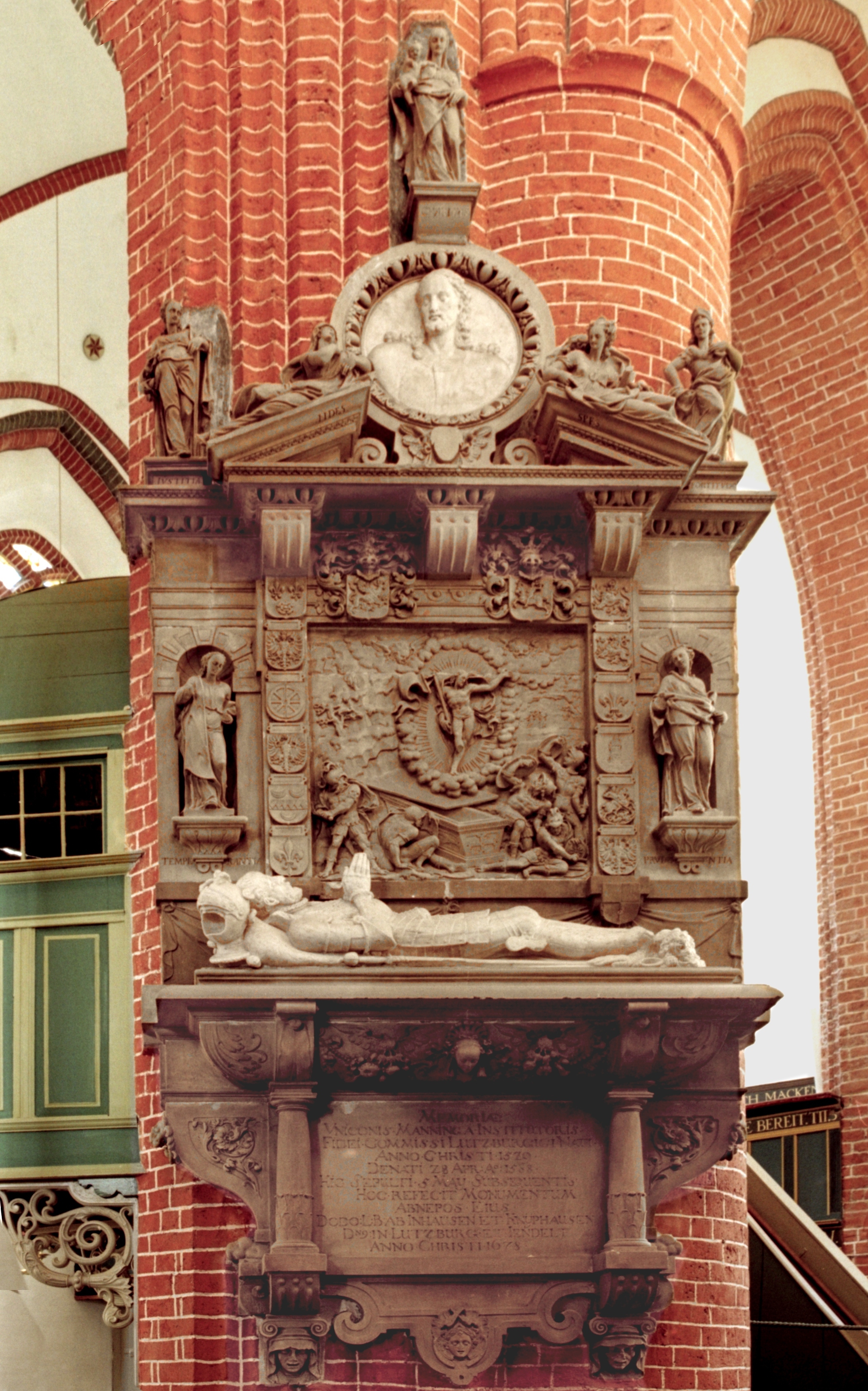
Grabmal des Unico Manninga in der Ludgeri-Kirche der Stadt Norden

## Leben
Unico entstammte der Lütetsburger Nebenlinie der Manninga. Er wurde 1529 als jüngstes von insgesamt 14 Kindern von Dodo Manninga (to Lütetsborg) und Sophia Ripperda wahrscheinlich auf Schloss Lütetsburg geboren und nach Unico Ripperda († 1474), seinem Großvater mütterlicherseits, benannt. Dieser war als erster friesischer Häuptling in den Reichsfreiherren-Stand erhoben worden und zählte damit zum Reichsadel. Als Dodo Manninga 1533 verstarb, war Unico erst vier Jahre alt, so dass der ostfriesische Graf Enno II. die Vormundschaft übernahm. Nachdem er von einer Bildungsreise nach Italien zurückgekehrt war, immatrikulierte sich Unico im Jahre 1549 an der Universität Wittenberg und geriet dort in Kontakt mit den Söhnen Martin Luthers, die ihm ein Exemplar des Neuen Testaments mit Anmerkungen Luthers schenkten. Ab 1551 studierte Unico dann an der juristischen Fakultät der Universität Padua in Italien.
Im Jahre 1553 heiratete er Hyma Boynges und gelangte so in den Besitz der Herrlichkeit Gödens. 1557 starb Hyma und Unico verkaufte Gödens ein Jahr später an seinen Schwager gegen eine Zahlung von 11.000 Gulden. Mit dem Erlös kaufte er seinem Bruder daraufhin die Lütetsburg ab. 1562 heiratete Unico ein zweites Mal. Seine Braut war Adelheid von Brakel aus Geldern.
Im Jahre 1564 war Unico im Auftrag des Grafen in Begleitung von Wilhelm Gnapheus als Unterhändler in London, wo es ihm gelang, den englischen Tuchstapel nach Emden zu ziehen. Dafür ernannte ihn der Graf 1565 zu seinem Drost in Emden. Während des niederländischen Aufstands gegen Philipp II. gewährte Unico vielen niederländischen Glaubensflüchtlingen Asyl in Emden, bot aber auch auf seinem Stammsitz bis zu 30 Familien Unterschlupf. Als Befürworter der calvinistischen Glaubenslehre konnte er die wachsende Kluft zwischen Grafenhaus und Bevölkerung am Vorabend der Emder Revolution nicht überbrücken, weshalb er das Drostenamt 1570 aufgab.
Im Jahre 1581 verheiratete er seine einzige Tochter Hyma mit Wilhelm zu Inn- und Knyphausen. So gelangte Lütetsburg nach Unicos Tod im Jahre 1588 in den Besitz der Familie Knyphausen (heute Grafen zu Innhausen und Knyphausen), die bis heute Besitzer von Schloss Lütetsburg mit Park und Wald sind. Seine letzte Ruhestätte fand Unico Manninga in der St.-Luderi-Kirche hier in Norden, wo ihm zu Ehren später ein Marmor-Epitaph angebracht wurde.

## Leistungen

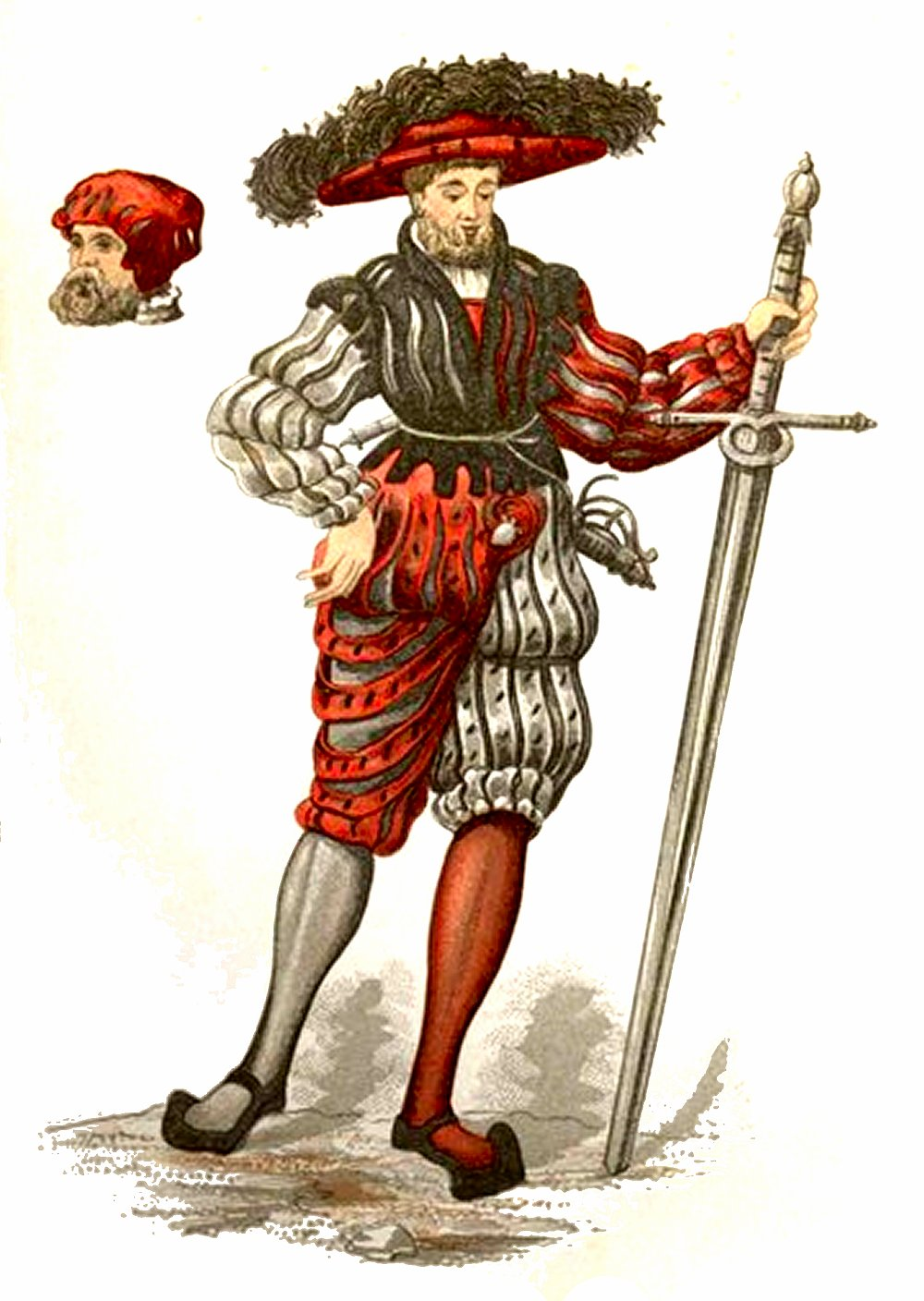
Häuptling in höfischer Tracht. Darstellung aus dem 1561 begonnenen Hausbuch des Unico Manninga.

Als bekennender Calvinist rief er die Reformierte Gemeinde in Norden ins Leben. Unter den vielen Glaubensflüchtlingen aus den Niederlanden, die er in Lütetsburg aufnahm, war auch Philips van Marnix, dem die Urheberschaft am Text des Wilhelmus, der Nationalhymne der Niederlande, nachgesagt wird. Als Drost und Statthalter von Emden leitete Manninga die Stadterweiterung ein und trieb den Bau der Befestigungsanlage und des im Zweiten Weltkrieg zerstörten Emder Rathauses voran. In seinem Testament stiftete er 1584 ein Legat zugunsten der Schule in seiner Herrlichkeit. Zur Begründung schrieb Unico damals: ick vernehme, dat myne Underdanen mehr Lust und Willen, ehren Kindern etwas lehren tho laten, bekomen. Von großer kunsthistorischer Bedeutung ist das 1561 von Unico begonnene Lütetsburger Hausbuch. Es enthält chronikalische Aufzeichnungen, Testamente, Rezepte und Darstellungen von Kleidung und Schmuck der Adligen wie auch der bäuerlichen Bevölkerung seiner Zeit und wird von seinen Nachfahren bis heute weitergeführt.